# Pirates Well
Pirates Well – miasto na Bahamach, na wyspie Mayaguana. Według danych szacunkowych na rok 2008 liczy 204 mieszkańców. Ośrodek turystyczny. Dwudzieste trzecie co do wielkości miasto kraju.